# モハメド・サイド・ヘルシ・モルガン
モハメド・サイド・ヘルシ・モルガン（英語: Mohammed Said Hersi Morgan; ソマリ語: Maxamed Siciid Xirsi Moorgan; アラビア語: محمد سعيد هيرسي مورغان、1949年 - 2025年5月28日）は、ソマリアの軍人、政治家。
ソマリア第3代大統領モハメド・シアド・バーレの娘婿で、バーレ政権では国防相を務めた。バーレ政権時代にソマリア北西部での民族虐殺事件を主体的に進めたとされる。バーレ政権崩壊後はソマリア南部で軍閥の長となり、この軍閥に絡んだ争いが1992年のソマリア南部飢饉の原因の一つとなった。ソマリア内戦中期には内戦終結に関わる重要人物の一人と欧米諸国に考えられていた。一時期、ソマリア南部を「ジュバランド」として「独立」させるがほとんど実態を伴わず、1995年に完全に実権を失う。しかし2017年時点においても、ソマリア要人として政府の主要行事に招かれている。

## 経歴

### バーレ政権下
ソマリ族では氏族が重要な意味を持つ。モルガンはダロッド氏族のマジェルテーン支族出身だった。
モルガンはイタリアと米国で軍事訓練を受けた。1980年頃、モガディシュ地区で司令官を務めた。当時のソマリアは第3代大統領バーレの支配下にあり、モルガンはバーレの親衛隊であるレッドベレーの司令官を務めた。1982年にはソマリア北東部でマジェルテーン支族中心の軍閥、ソマリ救済民主戦線 (SSDF) の反乱鎮圧を担当した。
1986年1月、モルガンはバーレの娘と結婚した。
1986年から88年にかけて、現在のソマリランド地方の軍司令官を担当した。後で判明したところによると、この時期、バーレ大統領の指示により、ソマリランド地方で地元氏族であるイサックが大量虐殺される事件（イサック虐殺）があり、その犠牲者は20万人とも言われるが、この虐殺に関するモルガンからバーレに対する手紙が残されており、モルガンの積極的な関与が疑われている。このためモルガンは後に「ハルゲイサの肉屋 (Butcher of Hargeisa)」との陰口を叩かれることとなる。
1990年9月には国防相兼国家元首代理に就任した。1990 年11月25日にソマリア国家軍の総司令官に任命された。

### ソマリア内戦と統一ソマリ会議の台頭
少し遡って1989年4月、ダロッドの支族であるオガデン氏族がソマリア南部の港町キスマヨでバーレ政権に反旗を翻し、ソマリ愛国運動 (SPM) を結成する。1989年6月には後にSPM幹部になりモルガンと対立することになるアフメド・オマル・ジェスが加わった。
1990年8月、SPMにソマリ国民運動 (SNM)、統一ソマリ会議 (USC) などが加わり、バーレ政権に対抗した。SPMの主体だったオガデン氏族の軍閥は、以後はSPMオガデン派と呼ばれることになる。
1991年1月26日、ハウィエ主体の軍閥統一ソマリ会議 (USC)は首都モガディシュ攻略に成功し、バーレ大統領はモガディシュを脱出した。モルガンもバーレに同行し、ゲド州で軍を再編した。モルガンはバーレの息子マスラーと共にケニア経由で国外に出て、武器と石油の買い付けを行った。英国の人権団体マイノリティ・ライツ・グループ・インターナショナルによると、その金額は2億7千万ドルにも上る。
バーレは自身が属するマレハン（ダロッドの支族）を構成員とした軍閥を作り、ソマリ国民戦線 (SNF) と名付けた。モルガンは議長に就任した。マレハン軍閥は1991年4月に最初のモガディシュ奪還を試みたが、失敗に終わった。4月の終わり、逆に統一ソマリ会議はソマリア南部の要地キスマヨを占領した。

### アイディード将軍の台頭と反アイディード勢力の結集・分裂
その後、SNFを中心とするモルガンら旧バーレ派は、かつて敵だったソマリ愛国運動 (SPM) に参加する。SNFの他、かつてSMPと対立していたマジェルテーン支族中心の軍閥、ソマリ救済民主戦線 (SSDF) がSPMに加わった。この時からソマリ愛国運動は、首都を占拠している統一ソマリ会議を敵とすることになる。といっても、ソマリ愛国運動は多分に名目的な団体で、実質は弱小軍閥の集まりであった。
ソマリ愛国運動 (SPM) は、モガディシュの混乱の際に刑務所から釈放されたアデン・アブドゥラヒ・ヌールを議長とし、アフメド・オマル・ジェスを軍司令官に選出した。いずれもオガデン氏族出身だった。モルガンには警備長官という職名が与えられた。ところが、これがきっかけでアデンとジェスの間に対立が生じることになった。一方でモルガンは、マレハン氏族主体のSNFと距離を置くようになり、次第にSPMの中で力を増す。
1991年6月、ソマリ愛国運動は統一ソマリ会議からキスマヨとブラバを奪還するが、首都モガディシュの奪還には失敗する。
一方で、首都モガディシュを占領した統一ソマリ会議も、ハウィエの支族であるアブガル支族とハバル・ギディル支族に分裂した。1991年8月には早くも両者の戦闘が起こり、軍事的天才モハメッド・ファッラ・アイディード将軍率いるハバル・ギディル支族が勝利して、アブガル支族は劣勢となった。
1991年12月、モルガンとアデン議長が結託してジェス軍司令官の勢力を排除しようとしたが、ジェスは何と宿敵アイディード将軍と結託して逆にモルガンとアデンの勢力をソマリ愛国運動の本拠地キスマヨから追い出した。アイディードと対立していた前大統領のバーレも1992年4月にケニアに逃亡した。

### モルガンの全盛期
結果としてソマリ愛国運動からジェスが抜ける形となり、モルガンはソマリ愛国運動の代表格となった。モルガンはケニアからの支援を受けることに成功したといわれる。モルガンはケニアとソマリアにまたがる町エルワクを拠点として、1992年10月にゲド州のバルデラ、中部ジュバ州の都市サーコウ、ブアレ、下部ジュバ州のアフマドゥなどを支配下に置いた。
モルガンは続いてキスマヨ攻略を試みたが、ソマリア内乱を憂慮した国際連合安全保障理事会はソマリアへの武力介入を決意し、12月にアメリカ軍主体の統一タスクフォース (UNITAF) が結成された。UNITAFは作戦の一環として、キスマヨに進駐した。ただしジェスによるキスマヨ支配は引き続き認めた。
1993年1月8日、モルガンは国連主催でエチオピアのアディスアベバで開かれた国民和解に関する非公式準備会議に参加し、ソマリア内戦終結の決議に署名した。それにも関わらず、同じ1月にモルガンはキスマヨに攻撃をしかけ、米軍に撃退されている。
さらに2月22日、モルガンの部隊の一部がキスマヨへの潜入に成功し、それをきっかけにジェスの部隊を追放してキスマヨ占領に成功した。ただしモルガン自身はキスマヨには入らなかった。この時の国連は、第一次国際連合ソマリア活動 (UNISOM) を開始してキスマヨにはベルギー軍を駐留させていたが、キスマヨの支配権がジェスからモルガンに切り替わることに対してなぜか介入しなかった。もっとも、キスマヨでは在住の長老達の意向が強く、モルガン占領後も必ずしもモルガンの権威は十分ではなかった。また、UNISOMでもモルガンを信用していない意見が強く、キスマヨの実権が誰にあるのか不明確な時期が続いた。とはいえ、モルガンは重要都市キスマヨを含むソマリア南部の多くの都市を占拠しており、この時がモルガンの絶頂期だった。
モルガンはアディスアベバで1993年3月に開かれたソマリアにおける国民和解に関する会議にもマレハン軍閥SNF代表として参加して、会議の停戦決議に同意したが、この決議は実質を伴わなかった。もっとも、そもそもモルガンはマレハン氏族ではなく、モルガンのSNFでの影響力はそれほどでもなかった。この会議には、SPMを抜けたはずのジェスもSPM代表の一人として招かれている。ソマリア南部の情勢が最も不明確な時期だった。
1998年7月、ハルティ氏族はソマリア北東部をプントランドと名付けて独立宣言した。それに合わせるようにして、1998年9月3日、モルガンはソマリア南部をジュバランドと名付けて独立宣言した。もっとも、ソマリア南部は群雄割拠の状態で、モルガンの支配地域も戦闘により増えたり減ったりしていた。
1998年11月、マレハン氏族の軍閥SNFがモルガンの支配地域に侵入して戦闘となった。同じ11月にケニアのナイロビで行われた和平交渉で、両者の戦闘は停止した。
1999年3月、ジブチでソマリア再統一を目的としたジブチ会議が行われ、モルガンは会議には参加したものの、決議には賛成しなかった。

### 衰退
1999年5月にマレハン軍閥SNFとの戦闘が再開した。SNFは他の軍閥いくつかを集めて連合ソマリ軍を名乗ってキスマヨに侵攻し、6月にモルガンは敗走した。一般にモルガンの「ジュバランド」はこの時に終わったとされる。連合ソマリ軍は後にジュバ渓谷連合 (JVA) と改称する。
2001年7月28日、モルガンはソマリア南部でやや内陸寄りの町ブアレをJVAから奪った。
2002年1月、英BBCは、モルガンがエチオピアからの支持を受けていると報じている。
2003年2月3日、ケニアのエルドレットでソマリアの和平交渉が行われ、モルガンも招かれたが欠席した。これにより、2004年に予定されているソマリア暫定連邦政府の初代大統領選挙への出馬資格を失った。
2004年9月6日、英BBCは、モルガンがキスマヨを攻撃するため装甲戦闘車両を少なくとも50台準備したと報じている。もっとも同じ9月にBBCによるインタビューに応じ「もう私は戦わない」と答えている。
2005年5月25日、モルガンは首都モガディシュに赴き住民の歓迎を受けた、とニュースで話題となっている。
2009年、ジブチでソマリア大統領選挙が行われており、モルガンも大統領候補に挙げられたと報じられている。ただしこの時はシェイク・シャリフ・シェイク・アフマドが当選している。
2017年にも、ファルマージョ大統領の就任式に招待されている様子が目撃されている。
闘病の末、2025年5月28日ナイロビで死去した。